# Hay & Stone
Hay & Stone var en finländsk rockgrupp bildad 2003 som ett sidoprojekt av Eero Heinonen, medlem i The Rasmus. Förutom Heinonen på sång och bas bestod bandet av gitarristen Hannu Risku och trummisen Petri Kivimäki. Heinonen bildade gruppen av anledningen att få uttrycka sin egen musikstil, vilken skiljer sig mycket åt från vad The Rasmus spelar. Till gruppens influenser hör exempelvis klassisk rock och grunge, såsom Nirvana, Pearl Jam, Paul Simon, Cream, Jimi Hendrix, Harry Manx och Xavier Rudd.
I september 2006 gav man ut det självproducerade debutalbumet, Making Waves, på det oberoende skivbolaget SM Records. Albumet blev dock inte någon vidare stor succé; således har Hay & Stone inte heller haft någon internationell framgång, till skillnad från The Rasmus. Hay & Stone har även uppträtt på ett flertal olika klubbar runt Helsingforsområdet, men dock aldrig utanför Finlands gränser.
Projektet har legat på is sedan 2008, men trots det har man inte bekräftat någon upplösning av bandet.

## Historia

### Gruppen bildas (2003-2005)
Hay & Stone bildades av Eero Heinonen (sång/bas) under sommaren 2003 som ett sidoprojekt till bandet The Rasmus, vilka han har spelat tillsammans med sedan de bildades 1994. Heinonen har tidigare bara sjungit i bakgrunden vid The Rasmus konserter och på deras tidiga album. Fast efter många år som basist ansåg han själv att han behövde uttrycka sin egen musikstil i form av sång i ett rockband.
Idén med bandet började med Eero Heinonens semester i Australien under 2003. Han hade under en tid skrivit en del låtar och ville prova att framföra något med sin egen sång. När han kom hem från Australien ringde han upp sina vänner Hannu Risku (trummor) och Petri Kivimäki (gitarr). De jamade ett par gånger tillsammans och det gick som de hade väntat. Heinonen spelade in låtar med sitt nya band vid några tillfällen, trots att The Rasmus tog upp mycket av hans tid.
Inspirationen kom dock inte från The Rasmus, som då spelade ganska mörk och tung rockmusik. Heinonen ville alltså få sin egen musik hörd, vilken är helt annorlunda än det The Rasmus spelar.
Enligt Heinonen kommer namnet "Hay & Stone" från hans eget efternamn, Heinonen. Stone är tillagt för att få ett "rockigt" namn, har han nämnt i en intervju på bandets webbplats.

### Making Waves(2006-2007)
Hay & Stones första framgång kom 2006 då deras debutalbum Making Waves var färdiginspelat. Albumet var producerat och inspelat av Eero Heinonen och hade spelats in i en liten studio i Helsingfors. Bandet var nu i behov av ett skivkontrakt för att kunna ge ut skivan, och fick till slut kontrakt med skivbolaget KHY Suomen Musiikki Oy framåt slutet av det året. Därefter gav de ut albumet den 20 september 2006. Inga singlar gavs ut från albumet, men en självproducerad musikvideo gjordes till låten Give Me the Power Back som lades ut på Youtube.
Efter att albumet gavs ut uppträdde bandet på ett par livespelningar i Helsingforsomårdet, men dock aldrig utanför Finlands gränser.

### På uppehåll (2008-idag)
Efter bandets sista spelningar under 2007 har man inte hört något mer från dem. Heinonen prioriterade The Rasmus framför sitt eget sidprojekt och hade inte tid att spela i två band samtidigt. Under denna period höll The Rasmus även på att spela in sitt sjunde album Black Roses.

## Medlemmar
- Eero Heinonen – sång och bas
- Hannu Risku – gitarr
- Petri Kivimäki – trummor

## Diskografi

### Studioalbum
| Datum      | Album        | Skivbolag  |
| 20-09-2006 | Making Waves | SM Records |

Inga singlar har givits ut, men en självproducerad musikvideo gjordes till låten "Give Me the Power Back" under 2006.